# 朝田村 (愛知県)
朝田村（あさたむら）は、愛知県西春日井郡にかつて存在した村である。
現在の清須市（旧・清洲町）の一部（朝日・西田中など）に該当する。
村名は、前身となった村の名から一文字ずつとった、合成地名である。

## 歴史
- 1880年（明治13年） - 朝日、西田中が合併し、朝田村となる。
- 1889年（明治22年）10月1日 - 町村制施行より、西春日井郡朝田村が発足。
- 1906年（明治39年）7月16日 - 清洲町、一場村と合併し清洲町が発足。同日朝田村は廃止。